# 道の駅瀬替えの郷せんだ
道の駅瀬替えの郷せんだ（みちのえき せがえのさとせんだ）は、新潟県十日町市中仙田にある国道252号の道の駅である。

## 沿革
- 2000年（平成12年）8月18日 - 体験交流館、雪室、総合公園が道の駅に登録される（県内27番目）[1]。
- 2001年（平成13年）7月15日 - 中山間地域総合整備事業により整備された[1]仙田体験交流館キラリがオープンし、道の駅の供用開始[2]。
- 2015年（平成27年）1月30日 - 「せんだ元気ハウスにより農業実習、除雪ボランティア、移住窓口」を理由として、重点道の駅に選定される[3]。

このほか、2016年度から2019年度までを期間とした「道の駅を核とした仙田創生プラン」が定められている。

## 施設
- 駐車場
  - 普通車：33台
  - 大型車：5台
  - 身障者用：2台
- トイレ
  - 男：大 3器（2器）、小 5器（3器）
  - 女：7器（5器）
  - 身障者用：2器（1器）

※（）内は、24時間利用可能
- 公衆電話：1台
- 公衆FAX：1台
- 観光案内所
- 直売所「仙田楽楽市場」（8:00 - 16:00）
- 仙田体験交流館
- 仙田農村公園
  - 河童の吊橋[5]

### 管理
- 十日町市

## 休館日
- 毎週水曜日

## アクセス
- 国道252号（重複=国道403号）
- 市営バス（川西）の停留所が設けられている[6]。

## 周辺
- 渋海川
- 岩瀬ホタルの里
- ナカゴグリーンパーク